# Tywriw
Tywriw (ukr. Тиврів, hist. pol. Tywrów) – sełyszcze na Ukrainie, w obwodzie winnickim, siedziba władz hromady tywriwskiej i byłego rejonu tywriwskiego. W miejscowości w 2005 roku mieszkały 4666 osoby. Zgodnie ze spisem ludności z 2021 roku, miasteczko jest zamieszkiwane przez 3909 osób.

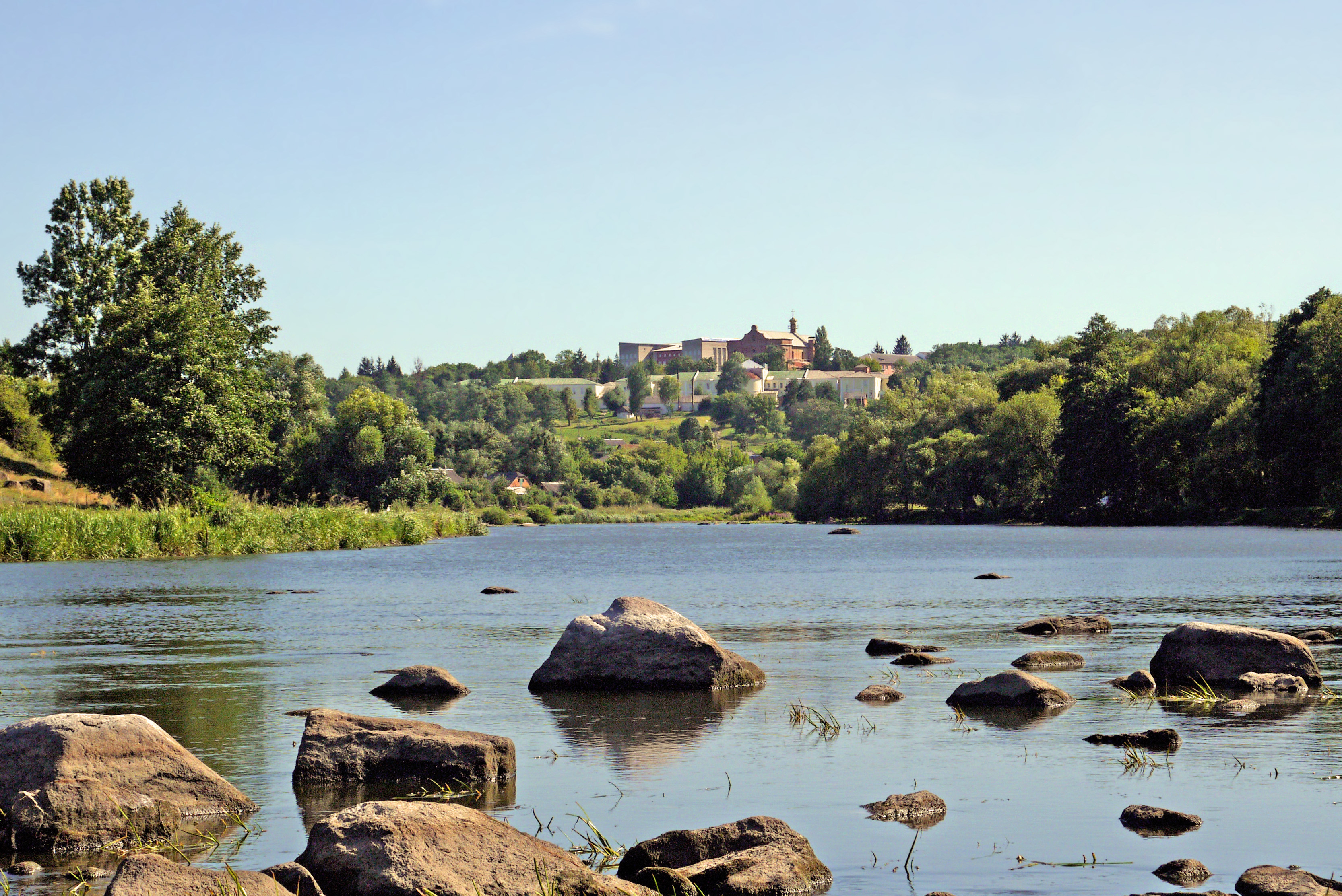
Panorama Tywrowa widziana z północnej strony miasteczka

## Historia
Leży na wschodnim Podolu, na lewym brzegu Bohu. Przypuszcza się, że nazwa może wiązać się ze słowiańskim plemieniem Tywerców, których ślady obecności zostały odkryte w pobliżu rzeki. Pierwsza wzmianka pochodzi z 1505 r. Jest to przywilej wielkiego księcia litewskiego Aleksandra dla bojara bracławskiego Fedki Daszkiewicza, potwierdzający prawa rodziny do miejscowości, nadane już w XIV w. przez Witolda. Miejscowość wielokrotnie była pustoszona przez Tatarów, w 1648 r. została wzięta przez wojska kozackie Maksyma Krzywonosa. W czasie powstania Chmielnickiego zniszczony został także pierwszy, drewniany kościół katolicki, wzniesiony w 1569 r. W 1742 właściciel Michał Jan Klityński sprowadził do Tywrowa oo. dominikanów z Winnicy i ufundował murowany kościół, który otrzymał wezwanie św. Michała Archanioła, a także klasztor. W kościele zostaje umieszczona kopia obrazu Matki Boskiej Częstochowskiej, która w przyszłości zasłynie licznymi łaskami i zostanie nazwana Matką Bożą Tywrowską. W roku 1744, za czasów Zachariasza Jaroszyńskiego, miejscowość otrzymała prawa miejskie, wówczas dochodzi również do dynamicznego rozwoju miasteczka. W 1833 r. oo. dominikanie zostają zmuszeni dekretem carskim do opuszczenia miasta, kościół zostaje objęty przez księży diecezjalnych; natomiast klasztor przekazano Kościołowi Prawosławnemu, który w jego murach organizuje seminarium duchowne.

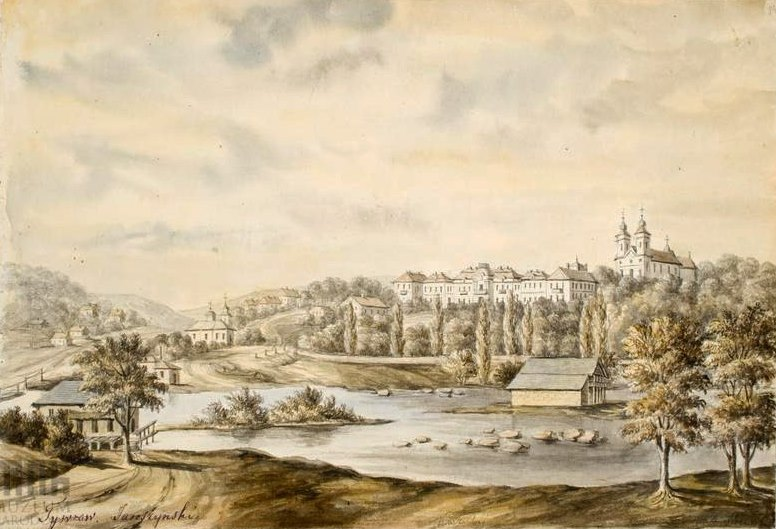
Panorama Tywrowa z XIX wieku, ukazana na obrazie Napoleona Ordy „Tywrów. Jaroszyński”

Pod rozbiorami siedziba gminy Tywrów w powiecie winnickim guberni podolskiej.
Po przejęciu władzy przez bolszewików zabudowania kościoła i klasztoru zostały wykorzystane na potrzeby fabryki plastiku. Od 1992 r. w Tywrowie ponownie działa parafia katolicka, początkowo prowadzona przez Sercanów, a później przez Misjonarzy Oblatów. Zabudowania poklasztorne i kościół należą obecnie do parafii i są poddawane gruntownemu remontowi. Dziś w zabudowaniach klasztoru znajduje się również „Memoriał Pamięci Męczenników Za Wiarę” otwarty 1 sierpnia 2018 roku, w 80. rocznicę rozstrzelania ok. 15 tys. wiernych w Tywrowie (w ramach operacji polskiej).

### Mniejszość żydowska
Przed wojną w Tywrowie istniała liczna mniejszość żydowska. W 1900 roku było to około 1000 osób. Po wkroczeniu nazistów w 1941, w centrum miasteczka powstało getto. 1 listopada oddziały Einsatzkommand i Sicherheitpolizei otoczyły getto i rozpoczęły pogrom. Pierwszego dnia osoby pochodzenia żydowskiego ładowano na ciężarówki i wywożono do Czarnego Lasu, znajdującego się na obrzeżach Tywrowa. Rozstrzelano wtedy około 400 osób. Obława na miejscowych Żydów trwała co najmniej 12 dni. Dokładna liczba ofiar jest nieznana, ponieważ Żydzi mordowani byli w różnych okolicznościach.
Tak te wydarzenia wspomina jeden z miejscowych Żydów:
„Za dnia (2 listopada) zaczęło się wesele Stasi Godowskiej i Anatolija Formaniuka. Grała weselna muzyka, a jednocześnie w tle, z Czarnego Lasu dobiegały krzyki mordowanych ludzi i wystrzały serii z karabinów.”
Po wojnie w miasteczku przy życiu pozostało jedynie osiemnaście osób żydowskiego pochodzenia. W 1965 roku, w Czarnym Lesie został odsłonięty monument upamiętniający tamte wydarzenia.

## Pałac
- pałac wybudowany w XVIII w. przez Zachariasza Jaroszyńskiego (1700–1774)[9], który w 1891 r. został przekazany cerkwi prawosławnej z przeznaczeniem na seminarium duchowne, a siedem lat później spłonął. Obecnie w przebudowanym pałacu znajduje się tywrowskie liceum.